# Шведски период на Тридесетгодишната война
Шведският период на Тридесетгодишната война заема времето от 1630 до 1635 г. и се свързва главно с личността на шведския крал Густав ІІ Адолф. Кралят се включва във военните действия като защитник на протестантите след поражението на Кристиан ІV Датски (виж Датски период). С победата си при Брайтенфелд (1631) той възражда протестантската кауза, но смъртта му на следващата година поставя шведите в тежко положение. Те са победени при Ньордлинген и към 1635 г. почти са изтласкани от Германия.

## Трудно начало за шведите

### Реституционен едикт
След окончателното поражение на Дания Фердинанд ІІ се оказва господар на Германия. Протестантите са поставени в отбранителна позиция, големи части от държавата са върнати към католицизма. Ако императорът беше проявил повече мъдрост и готовност за компромиси, той би могъл да завърши войната още в този момент и то с категоричен успех – той има повече авторитет и власт от всеки друг император след Карл V. Фердинанд обаче е амбициозен и твърде краен в омразата си към протестантската ерес. Той се ръководи от една по-стара своя фраза: „Предпочитам да управлявам пустиня, отколкото страна пълна с протестанти“. Затова на 6 март 1629 г. издава Реституционен едикт. Този документ възвръща на католиците всички земи, които са били техни владения секуларизирани от времето на Аугсбургския мир насам (1555). А тъй като са се изредили няколко слаби императори, протестантските принцове постепенно са отнели много църковни земи. Едиктът засяга две архиепископства – Магдебург и Бремен, дванадесет епископства и около сто църковни земи с по-ниско йерархическо положение. Въпреки мнението на някои историци, че „едиктът не е зловещ план за унищожението на протестантството“, той е наложен брутално и безкомпромисно и така с една стъпка Фердинанд ІІ настройва против себе си всички протестанти в Свещената римска империя. Повече от всичко друго това развързва ръцете на шведския крал за военна намеса, тъй като отчетливо се чувства нуждата да имат закрилник.

### Густав Адолф и германските протестанти
Когато извършва своя десант в Германия на 26 юни 1630 г., Густав ІІ Адолф (1611 – 1632) вече има богат боен опит от войни с Полша и Русия. Той не само е изучил военното дело на своето време, но и знае какви нововъведения да използва, непознати на германците. Той е смел войник, лично ръководи хората си по време на битка и дори понякога рискува с живота си. Самата му поява в Германия е чист хазарт, защото се изправя срещу най-сериозната сила на епохата с по-малко хора от тези, които е предвиждал, няма никакво финансово осигуряване, нито надеждни съюзници. Той ясно съзнава, че започва нашествие, което схваща като повторение на нахлуването на готите през ІV в. Протестантските принцове в Германия са твърде респектирани от имперската армия, за да го подкрепят. Потенциалните съюзници извън Германия (Франция, Англия и Нидерландия) са в конфликт заради войната на кардинал Ришельо с хугенотите в Ла Рошел. Никой от тях не се е ангажирал да плаща за войната на Швеция. Единственото благоприятно обстоятелство е отстраняването на Албрехт фон Валенщайн – герой от предишния период на войната, който е станал твърде опасен с бруталните си методи и огромната си лична армия.
За разлика от Кристиян ІV, Густав Адолф не е принц от империята (тоест не притежава владения в границите ѝ). Германците гледат на него по-скоро като на външен нашественик, отколкото като на спасител. Обстоятелствата принуждават шведите да действат решително и грубо, за да си спечелят съюзници и пари, често насила. Първо те принуждават херцога на Померания Богослав ХІV да ги подкрепи, после опитват същия ултимативен подход спрямо Бранденбург и Хесен-Касел. В първия случай успяват, но във втория прекомерните им искания за изхранване на армията са отхвърлени. В този начален етап на военните действия Густав Адолф действа главно по долината на река Одер (Одра), където скоро се появява и Йохан Церклас фон Тили – най-успешният генерал на католиците до момента. Той не познава поражението, но не е нает от императора, а от неговите съюзници от Католическата лига. Затова Фердинанд му няма пълно доверие.
През януари 1631 г. Густав Адолф най-после си осигурява известно финансиране – то идва от Франция и е в размер на 400 хиляди талера (1 млн. ливри) годишно (договорът от Бервалде). Срещу това шведите обещават да поддържат в Германия армия от 30 000 пехотинци и 6000 конници, както и да не сключват мир с императора без съгласието на френския крал. В същото време Ришельо преговаря с императора за уреждане на въпроса за Мантуанското наследство и сключва договор със Савоя. Венецът на неговите дипломатически усилия е договорът с баварския курфюрст Максимилиан І, подписан във Фонтенбло. С него курфюрската титла е призната, но Бавария започва да се откъсва от орбитата на Фердинанд.

### Разорението на Магдебург
Докато шведите се бавят по Одер, Тили обсажда важния град Магдебург. Те не могат да помогнат ефективно (изпращат само малък отряд, по-скоро за кураж), защото Бранденбург и Саксония не ги подкрепят. През февруари 1631 г. дори се провежда събрание на протестантските принцове и свободни градове, на което се решава да се създаде обща армия – тя да ги пази и от шведите, и от католиците. Едва когато шведският крал превзема Франкфурт на Одер, се подготвя за поход към Магдебург. Тили, притеснен от евентуалното му пристигане, нарежда отчаян щурм. Атаката е поведена от неговия помощник Папенхайм и на 20 май градът пада. Папенхайм изпуска разярените си войници от контрол и започват безумни зверства, избухва и огромен пожар, който унищожава 80% от града.
| „                                                  | Започнаха побои, палежи, грабежи, мъчения и убийства. Най-силният мотив бе плячката. Когато някой от мародерите влезеше в някоя къща, стопанинът даваше каквото има, за да се спаси, но само до следващия мародер. Когато свършеше всичко, започваше истинската беда. Тогава стопаните бяха изхвърляни през прозорците и разстрелвани. Някои бяха така ужасени, че се чудеха дали някъде не са заровили нещо ценно, с което да се откупят. В тези страшни мигове големият и красив град – кралицата на германските градове – бе предаден на пламъците, в които загинаха хиляди невинни мъже, жени и деца. Техните предсмъртни писъци бяха тъй жалостиви, че перото не може да ги опише… | “ |
| Разказ на Ото фон Герике, бургмайстор на Магдебург | |   |

20 хиляди жители са избити по този начин. Богатият град е разграбен и дълго не може да се възстанови.
Това събитие шокира протестантите и ги сплотява с неподозирана сила. Ужасени от съзнанието, че подобна съдба очаква и тях, те подкрепят шведите. Бранденбург, Саксония и Хесен-Касел променят отношението си и влизат в съюз с тях. На сцената излиза и друг голям военачалник на протестантите – Бернхард фон Сакс-Ваймар. В началото обаче успехите са за Тили. Той покорява Хесен-Касел и нахлува в Саксония. Там се състои и първата голяма битка от този период.

## Брайтенфелд и последиците
Битката при Брайтенфелд се състои на 17 септември 1631 г., недалеч от Лайпциг. Към 24 000 шведи се присъединяват 18 000 саксонци и така протестантската армия значително надвишава тази на граф фон Тили. Все пак католическият генерал не мисли да отстъпва. Той знае, че ако победи, ще се увенчае с вечна слава. Построява армията си по испански маниер, като формира големи карета от войници, допълнени по фланговете от мускетари. Оръдията застават отпред. Артилерията на протестантите има едно предимство, което на този етап Тили не може да предвиди – тя е по-лека и маневрена и по-бързо може да се прегрупира. Именно артилерията открива битката, шведите нанасят по-тежки загуби на противника си. Тогава Папенхайм се впуска в конна атака срещу шведската конница, командвана от Юхан Банер. Посрещнат е от унищожителен огън на мускетарите. Въпреки загубите, той опитва отново и отново, докато Банер минава в контраатака и му нанася пълно поражение.
В това време обаче Тили нарежда на пехотата си да напредне срещу саксонците и успява да ги разбие. Изглежда, че ще спечели победа подобна на тази при Бялата планина (1620), но не е предвидил твърдостта на шведските сили. Докато Густав Адолф прегрупира войниците си, за да удържат натиска, Банер достига чак до тила на имперците, слага ръка на оръдията им и открива стрелба в гръб. Така, поставени между два огъня, те се превръщат в лесна мишена и хиляди загиват. Почти 80 % от войниците на Тили намират смъртта си при Брайтенфелд, той самият едва се измъква ранен, а и никой от помощниците му не остава без рана. Само за един ден ситуацията в Германия се преобръща. Рухва митът за непобедимата имперска армия, тя прекратява и чисто физически съществуването си. Каузата на Фердинанд ІІ изглежда поставена под въпрос и той се обръща към единствения, който може да го спаси – Валенщайн. Чехът обаче поставя тежки условия, за да се върне на бойното поле – иска пълна свобода на действие, да назначава всичките си офицери, да води сам преговори и да сключва договори от името на императора. Приемайки тези искания Фердинанд на практика отстъпва контрола над войната. Друго обстоятелство му дава повече надежди – Максимилиан Баварски и Католическата лига също му остават верни, въпреки че Франция се опитва да ги откъсне.
Густав Адолф бърза да се възползва от голямата победа и тръгва към богатите градове на Долен Пфалц – от една страна, защото могат да му осигурят така нужното финансиране, но и защото това е някогашното владение на Фридрих V, първият водач на протестантите във войната. Сакс-Ваймар овладява Прага. Всичко това поставя редом до шведския крал редица принцове и свободни градове. Почувствал се могъщ, той си поставя следващата цел – Бавария, верният съюзник на Фердинанд ІІ.

## Смъртта на Густав Адолф
На 15 април 1632 г. Тили и баварските сили пресрещат шведите при река Лех. След мощен артилерийски обстрел шведите преминават реката, разширяват плацдарма и помитат по-малобройните си противници. Самият Тили загива в разгара на битката. Колкото и голяма да загубата на генерала, по-лошото е, че Бавария е беззащитна. Тя безмилостно е опустошена, Мюнхен се предава без съпротива, а Максимилиан позорно бяга. В това време Валенщайн вече е събрал 70 000 души, с които напада позициите на Бернхард фон Сакс-Ваймар в Чехия. Цялата страна пада обратно под властта на императора. През септември двете армии се оказват близо една до друга край Нюрнберг. Следват няколко епизодични сблъсъка без явен победител. Валенщайн решава да атакува саксонския курфюрст, за да развали съюза му с шведите и превзема Лайпциг. Густав Адолф трябва да се намеси. Той бързо напредва на север и на 15 ноември застига силите на Валенщайн при селцето Лютцен. Католиците набързо заемат отбранителни позиции. На следващия ден се разразява нова голяма битка.
Шведите яростно атакуват, но срещат упорит отпор. Това е сблъсък на командири, които дотогава не са губили. Заложени са стратегически възможности и престиж. Шведският крал решава да заобиколи противниците си с голям конен отряд и се впуска смело в приключението. Минавайки през гъсти облаци барутен дим той се откъсва от основните си сили и само с няколко души попада на отряд хървати. Те откриват огън и бързо го убиват. Този факт остава неизвестен на хората му в следващия един час, а когато истината излиза наяве, духът на шведите е напът да се прекърши. Тогава Бернхард Сакс-Ваймар решително поема командата и нарежда нова атака. Отново несъкрушимият боен дух на северната нация взема връх. Позициите на Валенщайн са превзети, но той се оттегля в добър ред. Загубите на двете страни са равни, победата е пирова. Тя едва ли струва смъртта на краля.
В началото на 1633 г. Швеция контролира около една трета от германските земи и поддържа свои и наемни части наброяващи над сто хиляди души. Без Густав Адолф обаче тя изживява трудни моменти – той оставя на престола 6-годишната си дъщеря Кристина, а властта поема канцлерът Аксел Оксенщиерна. Притеснен от евентуално нападение на Полша или Русия, той изтегля шведските контингенти, предпочитайки да остави само армията на Сакс-Ваймар. Това струва повече пари, но със смели и находчиви решения канцлерът осигурява заплати на бунтуващите се войници.

## Ньордлинген и последиците
1633 г. е време на надиграване. Оксенстиерна организира лига на протестантите в Хайлброн, която му осигурява пари, за да ги защитава от Хабсбургите. От друга страна все по-трудно му е да поддържа съюза със Саксония и Бранденбург. Валенщайн действа главно в Силезия и Чехия. А когато протестантски армии покоряват отново Бавария, той отказва да се намеси решително и да я спаси. Това кара Фердинанд да обмисли начин за отстраняването му. Той убеждава комнадирите под негово командване Галас и Ардлингер да го изоставят с хората си и да формират друга армия. Войниците на Валенщайн масово дезертират към нея и той остава с няколкостотин верни съратници. С тях отива в Егер, където се опитва да се свърже със Сакс-Ваймар и да премине на негова страна. На 25 февруари 1634 г. наемни убийци го ликвидират в палатката му. С това той плаща за дързостта да диктува на императора условията за своето завръщане.
Оттук нататък католическите армии остават под върховното командване на Фердинанд, син на императора и бъдещ император. Събирайки всички възможни войски, той тръгва на запад, за да се съедини с испанската армия в Нидерландия. Идеята е да овладеят поречието на Рейн, за да могат оттам испанците да прехвърлят войски в Нидерландия. В района на Швабия, близо до Ньордлинген те се срещат, а наблизо се намира голяма протестантска армия, командвана от Сакс-Ваймар и шведа Густав Хорн. Протестантите обаче действат бавно и не провеждат достатъчно разузнаване. На 5 и 6 септември 1634 г. те провеждат две атаки срещу по-голямата и заела добри позиции католическа армия. Не само не успяват да ги преодолеят, но и контраударът на Фердинанд се оказва неотразим. След като загубват почти 10 000 от 24 000 войници, Сакс-Ваймар и Хорн се принуждават безславно да се оттеглят.
Поражението на шведите и германските протестанти при Ньордлинген дава нов шанс на императора да се установи като хегемон в Германия, но той далеч не е постигнал силата си от 1629 г. Франция се намесва в полза на протестантите, като обещава на Хайлбронската лига субсидии, ако действа като неин съюзник. След кратка игра на нерви тя се вижда принудена са сключи нов договор с Швеция (Компиен, 19 април 1635 г.) и да се възползва от нейните военни услуги. Но желанието на Ришельо да продължи войната до пълното изтощение на Хабсбургите се натъква на сериозна пречка – през юни Фердинанд се договаря с протестантските принцове (водени от саксонския курфюрст) за мир, подписан в Прага. Те се ангажират да не воюват повече против него, ако той обяви амнистия и се откаже от Реституционния едикт. Ето защо Франция решава да се намеси пряко в конфликта и три седмици преди подписването на договора обявява война на Испания.